# St-Aignan (Orléans)

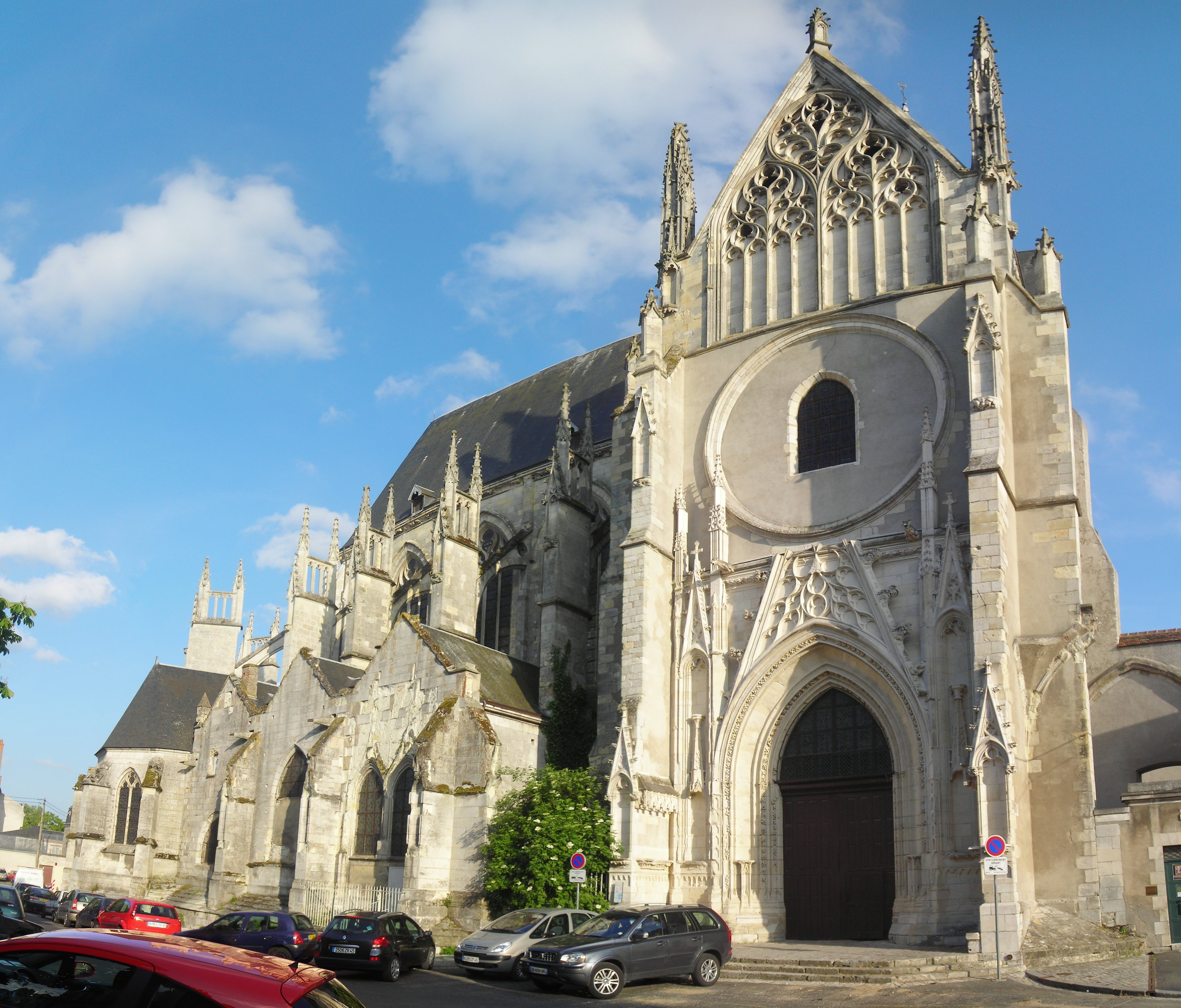
Saint-Aignan, Chor und Seitenschiff

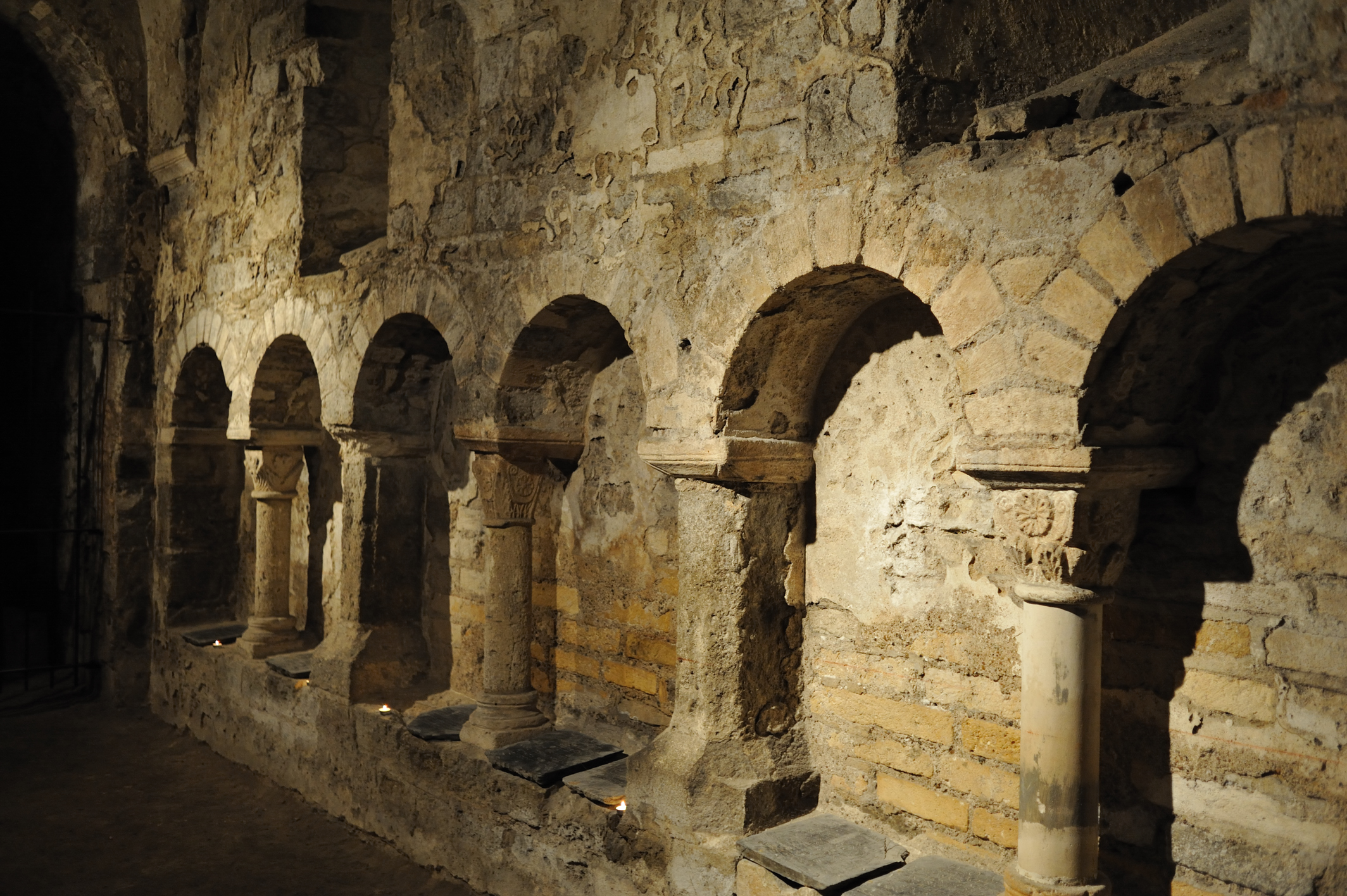
Saint-Aignan, Krypta

Die Stiftskirche Saint-Aignan in Orléans ist der Rest der gleichnamigen Abtei. Sie steht im Stadtviertel Bourgogne am nördlichen Ufer der Loire. Geweiht wurde sie dem heiligen Bischof Aignan von Orléans († um 453).
Wann das Kloster gegründet wurde, ist nicht bekannt. Bis zum 7. Jahrhundert hatte es sich zu einer Abtei entwickelt, die nach der Benediktinerregel und der Regel des Columban von Luxeuil geführt wurde. In dieser Zeit war die Abtei im Besitz der Domäne Attigny in den Ardennen; zwischen 642 und 651 erwarb König Chlodwig II. die Domäne vom Abt des Klosters Saint-Aignan, der dafür das wesentlich näher gelegene Fleury erhielt, das kurz darauf in Saint-Benoît-sur-Loire umbenannt wurde, als das hier gegründete Kloster mit Reliquien des heiligen Benedikt von Nursia ausgestattet wurde.
Im 9. Jahrhundert nahmen die Mönche den Status von Kanonikern an. Teilweise mit Hilfe des Bischofs Theodulf von Orléans, einem Berater Karls des Großen, erlangte die Gemeinschaft völlige Autonomie, ihr Stiftskapitel wurde nach dem Kapitel der Kathedrale von Orléans das zweitwichtigste der Stadt. Die bedeutendsten Laienäbte dieser Zeit waren Hugo Abbas († 886), Hugo der Große († 956) und dessen Sohn Hugo Capet († 996). 
Ebenfalls im 9. Jahrhundert litt die Abtei unter den Überfällen der Normannen, vor allem im Jahr 865. Beim Stadtbrand des Jahres 999 wurde auch Saint-Aignan vernichtet. Von der Klosterkirche blieb nur die Krypta, in der die Reliquien des heiligen Aignan aufbewahrt werden. Im Jahr 1029 wurde nach zwölfjähriger Bauzeit eine neue Kirche im romanischen Stil geweiht. Während der Belagerung von Orléans durch die Engländer im Jahr 1359 wurden Saint-Aignan durch die Bevölkerung der Stadt abgerissen (ebenso wie die Kirchen Saint-Pierre Ensentelée (heute Saint-Pierre du Martroi) und Saint-Euverte, um zu verhindern, dass die Engländer sie als Schanze nutzten). Wiederaufgebaut 1420, wurde die Vorortkirchen 1428, bei einer erneuten Belagerung durch die Engländer, auf Befehl des Bailli Raoul de Goncourt, wiederum abgerissen. Ein weiterer Neubau wurde ab 1439 errichtet. Später ordnete König Ludwig XI. an, dass Saint-Aignan in die erweiterte Stadtbefestigung einzubeziehen sei. Der von Ludwig XI. finanzierte erneute Bau der Kirche wurde 1509 geweiht.
1562, während der Hugenottenkriege, wurde Saint-Aignan geplündert, 1563 wurden die Reliquien Aignans teilweise auf einem Scheiterhaufen geworfen (einige Knochen wurden aber von einem Chorsänger – Jehan Minereau – gerettet), die Kirche teilweise niedergebrannt. 1567 wurden weitere Teile abgerissen. Mit dem Frieden von 1570 begannen Arbeiten, um die Kirche wieder nutzbar zu machen: zwischen Längs- und Querschiff wurde eine Mauer gezogen, da das Längsschiff zu stark beschädigt war, allerdings hatte Saint-Aignan durch den Halbverlust seiner Reliquien etwas von seiner Bedeutung eingebüßt. 1619 wurde von Ludwig XIII. die Restaurierung des heute existieren Altarretabels bezahlt.
Im November 1790, also während der Französischen Revolution, verschwand das Stiftskapitel; von 1792 bis 1802 wurde die Kirche erst zur Herstellung von Militärzelten, dann als Zentrum für eine revolutionäre Gruppierung, ab 1798 schließlich als „Temple de la Reconnaisance et de la Victoire“ genutzt. Ab 1802, nach dem Konkordat zwischen Napoleon und dem Papst, fanden hier wieder Messen statt. Saint-Aignan war jedoch nun lediglich eine einfache Pfarrkirche.
Heute existieren von der Kirche nur noch der Chor mit vier Bögen, der Chorumgang, das Querschiff sowie die Krypta. Das in den Religionskriegen zerstörte Längsschiff wurde 1804 abgerissen, ebenso wie der bis dahin unbeschädigte Kirchturm im Westen.
Seit 1840 wird die Krypta als Monument historique geführt, seit 1910 die gesamte Kirche.